# Kivijärvi (sjö i Finland, Norra Österbotten, lat 64,30, long 26,88)
Kivijärvi är en sjö i Finland. Den ligger i kommunen Vaala i landskapet Norra Österbotten, i den centrala delen av landet, 500 km norr om huvudstaden Helsingfors. Kivijärvi ligger 144 meter över havet. Arean är 27,2 hektar och strandlinjen är 2,41 kilometer lång. Sjön  ingår i Uleälvens huvudavrinningsområde. 